# Резиденция на митрополитите на Буковина и Далмация
Резиденцията на митрополитите на Буковина и Далмация (на украински: Резиденція митрополитів Буковини і Далмації) е основната забележителност на град Чернивци, Украйна.
На 28 юни 2011 г., на 35-ата сесия на комитета на ЮНЕСКО, тя е включена в списъка на световното културно и природно наследство.

## История и архитектура
Архитектурният ансамбъл на бившата резиденция на православните митрополити на Буковина и Далмация е построен на мястото на стара епископска къща в периода 1864 – 1882 година. Понастоящем в него се помещава Чернивицкият национален университет „Юрий Федкович“. Този уникален архитектурен ансамбъл е построен благодарение на усилията на епископ Евгений (Хакман). През 1863 г. той получава разрешение от австрийския император да построи нова просторна резиденция, достойна за столицата на Буковина. На следващата година, непосредствено след освещаването на катедралата „Свети Дух“, владиката Хакман започва строителството на бъдещата резиденция.
Проектът на архитектурния ансамбъл е осъществен от чешкия архитект, академик Йозеф Хлавка. Той проектира нетрадиционен комплекс от сгради в еклектичен дух с преобладаване на елементи от византийския и романския стил. Този проект многократно печели награди на известни архитектурни състезания и е отбелязан на Световното изложение в Париж. Съставът на ансамбъла е доста сложен, но в същото време има ясно планиране. Състои се от три монументални сгради: основна; богословска семинария, заедно с църквата „Три светители“; и презвитерий.
В основната сграда (в която в днешно време се помещават ректоратът и факултетът по чужди езици) се намира митрополитската обител с просторни апартаменти, в които той е работил и почивал, и луксозни зали, в които е устройвал аудиенции на изявени гости и където се провеждали епархийски събрания. В ъгъла на лявото крило на сградата се намира домашната църква на владиката – параклисът Иван Сучавски, от който започва строителството на цялата резиденция.
Сред помещенията на основната сграда впечатлява Синодалната зала. Тя е била украсена с мрамор (оттук и съвременното ѝ име – Мраморна) и обзаведена със странични галерии от колони, върху които се опирал дървен таван, украсен с орнаменти. Впечатлението се подсилвало от коридори с мраморни мозайки по пода и боядисани тавани под формата на куполи. През 1944 г. Синодалната зала е повредена от пожар. Огънят поврежда не само интериора, но и синодалната библиотека, която съдържа уникални печатни книги и архиви. Настоящият вид на Мраморната зала е копие, създадено от реставратори.
Огънят обаче не засяга залата за заседания на Светия синод (днешната Червена зала). Интериорът ѝ е запазен в оригиналния си вид. Стените ѝ са украсени с китайска коприна, дървеният таван – с орнаменти, а подът е покрит с паркет от червен бук, дъб и зелена липа. На една от стените висят огромни венециански огледала. Създадени по старинна технология, те са с пет слоя сребро.
От лявата страна на входа на резиденцията в сегашната сграда VI на университета е имало две богословски образователни институции. Една от тях е била духовна семинария, създадена в Чернивци през 1828 г. Тя е заемала втория етаж на сградата, а първият етаж, по инициатива на митрополита, е прехвърлен за нуждите на гръцкия православен богословски факултет на новооткрития тогава Чернивицки университет.
Подковообразният корпус на семинарията заобикаля от три страни църквата „Три светители“. Строежът на храма е започнат от владиката Евгений Хакман през април 1867 г. По интериора му са работили няколко специалисти. Църквата е рисувана от художника-професор от Виена Карл Йобст. На него принадлежат стенописите с библейски сюжети.
През 1993 г., след времената на съветския атеизъм, богословският отдел е възстановен като част от философско-богословския факултет на Чернивицкия университет, който е поместен на първия етаж в сградата на семинарията, а богослуженията са възобновени в църквата „Три Светители“.
В сградата, разположена вдясно от централния вход (днешната сграда IV на университета, където се намира географският факултет), са били дяконското училище, архиепископският музей и свещната фабрика. Покривът на историческата сграда на презвитерия, както и на цялата резиденция, е покрит с орнаментирани керемиди, наподобяващи народни мотиви от Буковина. В средата на сградата над главния вход има кула с часовник и купол, който е украсена в кръг със звезди на Давид. По този начин е увековечена паметта за финансовата помощ, предоставена от градската еврейска общност на буковинския православен митрополит. Сумата, необходима за изграждането на резиденцията – 1,8 милиона гулдена, самите православни не биха могли да съберат.

## Галерия
- Главна сграда
- Църква Три светители
- Географски факултет
- Параклис „Св. Йоан Сучавски“